# Julio César en Egipto
Julio César en Egipto (título original en italiano, Giulio Cesare in Egitto, HWV 17) es una ópera en tres actos con música de Georg Friedrich Händel y libreto en italiano de Nicola Francesco Haym quien usó un libreto anterior por Giacomo Francesco Bussani musicado por Antonio Sartorio (1676). Fue compuesta para la Royal Academy of Music.

## Historia de las representaciones
Fue estrenada el 20 de febrero de 1724 en Londres. La ópera se convirtió inmediatamente en un éxito, y fue representada (con algunos cambios) en 1725, 1730, y 1732; fue estrenada también en París, Hamburgo y Brunswick. Al igual que otras óperas serias de Händel, Julio César cayó en el olvido durante todo el siglo XIX.
Los papeles de César y Cleopatra, cantados por el castrato Senesino y la famosa soprano Francesca Cuzzoni respectivamente, y que abarca ocho arias y dos recitativos accompagnati cada una, agotaban completamente las capacidades vocales de los cantantes. Cornelia y Sesto son más estáticos debido a que están totalmente tomados por sus emociones primarias, ella con el dolor debido a la muerte de su esposo y constantemente obligada a defenderse de Achilla y Tolomeo, y él consumido por la venganza por la muerte de su padre.
Cleopatra es un personajes con varias facetas: ella usa al principio sus habilidades femeninas para seducir a César y ganar el trono de Egipto, y luego se implica totalmente en su historia amorosa con César. Tiene grandes arias de inmensa intensidad dramática Se pietà di me non senti (II, 8) y Piangerò la sorte mia (III, 3). El carácter sensual es descrito magníficamente en el aria V'adoro, pupille, en la que Cleopatra, disfrazada de Lidia, se aparece a César rodeada por las musas del Parnaso (II, 2). Este número requiere dos orquestas: una es una escena de conjunto con cuerdas con sordino, oboe, tiorba, arpa, fagotes y viola da gamba concertante.
En el siglo XX fue recuperada (en una forma notablemente cambiada - reorquestada y modernizada con los papeles de castrado traspuestos para barítono, tenor o bajo) en Gotinga en 1922 por el entusiasta haendeliano Oskar Hagen. Hans Knappertsbusch y Karl Böhm la dirigieron en Múnich en 1923 y su primera representación estadounidense tuvo lugar en el Smith College of Music en Northampton, Massachusetts, en 1927. La primera reposición británica de una ópera de Händel fue la representación de Julio César en el Teatro Scala en Londres en 1930, por la London Festival Opera Company, cantado en inglés. El joven Herbert von Karajan dirigió una producción en Ulm en 1933. Más recientemente, ha probado ser de lejos la más popular de las óperas de Händel, con más de doscientas producciones en varios países. El rol titular y los papeles de Ptolomeo y Nireno fueron escritos para castrati, y en las producciones modernas, Julio es o bien traspuesto para barítono o cantado por una contralto, mezzosoprano, o, más frecuentemente en años recientes, un contratenor. Los personajes de Nireno y Ptolomeo son cantados por contratenores.
En España, fue estrenada en 1964 en el Gran Teatro del Liceo de Barcelona. Esta ópera sigue en el repertorio, aunque no está entre las más representadas; en las estadísticas de Operabase aparece la n.º 66 de las cien óperas más representadas en el período 2005-2010, siendo la 2.ª en el Reino Unido y la primera de Händel, con 59 representaciones.
Este trabajo es considerado por muchos la ópera italiana más refinada de Händel, posiblemente incluso la mejor en la historia de la ópera seria. Es admirada por sus melodías vocales, su impacto dramático y el gran arreglo de la orquesta. Julio César actualmente se representa de manera regular, siendo una de las pocas óperas anteriores a Mozart que forman parte del repertorio operístico habitual.

## Libreto
La mayoría de la información sobre el libreto de la ópera de Handel reconoce que el autor es Nicola Francesco Haym, aunque se trata de una adaptación. A Haym se le conocen, incluyendo esta, 24 adaptaciones que realizó para Handel. Su trabajo se considera una verdadera adaptación y no únicamente una traducción del libreto original de Francesco Bussani ya que, como se nombra en el artículo de Craig Monson, se añade parte de la verdadera historia del suceso que se intenta representar, además de eliminar partes que se cree forman parte de la invención de Bussani.
Esta forma de adaptar un libreto le supuso críticas e incluso insultos por parte de contemporáneos suyos como por ejemplo Antonio Muratori, que lo tacha de estúpido, ya que según él considera que ningún libreto italiano necesita de tal proceso. 
Para comprender la forma de realizar el libreto, es útil fijarse en algunos datos de su biografía que puedan tener que ver con su manera de trabajar. Lo primero es su lugar de origen: Roma (6 de julio de 1678). Esto supone un gran dominio del idioma en el que se encuentra el libreto. También se debe considerar su profesión (chelista), lo que predispone a pensar que, a la hora de adaptarlo, tendrá una gran consideración en relación con la forma en que la música toma parte en la obra.[cita requerida]
La relación de este libretista con la música alude también a la idea de la relación que tenía con el compositor. Más información sobre esto se encuentra en “Händel's relations with the librettists of his operas” Estas características dotan de cualidades específicas al libretista para una gran realización en la tarea de adaptación del libreto.
El resultado final de la obra puede entenderse por el ensayo de Reinhard Strohm. Se hace referencia a los cambios a los que se ve afectado el resultado final de la obra por diversos motivos como el de la eliminación de una parte (por lo que el autor del ensayo denomina “casting dificulties”) producidos antes de la primera representación de la ópera.
En el mismo ensayo encontramos la referencia a un estudio realizado por J. Merril Knapp apunta hacia la utilización por parte de Haym de una tercera versión del libreto original. Tal versión se desconoce ya que solo se tienen datos de la existencia de dos versiones anteriores: la de 1677 y otra en 1680 del libretista original Bussani. Para hacer esta afirmación se basa en el número de arias encontradas en ambas versiones y comparadas con el libreto de Haym.
El libreto de Haym se presenta dividido en 3 actos, igual que el libreto original de Bussani. Se puede encontrar una relación de los personajes y las voces que cada uno interpreta en la revista en línea “Melómano”.
Respecto a la sinopsis del libreto y citando a Remy Pierre-Jean

Es una obra prácticamente perfecta que ve el triunfo de los amores de Cesar y Cleopatra en una atmósfera de intrigas exóticas y políticas de un realismo perfectamente trasladable a todas las épocas de la historia.

## Personajes
| Personaje     | Tesitura      | Elenco del estreno, 20 de febrero de 1724 (Director: - ) |
| ------------- | ------------- | -------------------------------------------------------- |
| Cleopatra     | soprano       | Francesca Cuzzoni                                        |
| Sesto         | soprano       | Margherita Durastanti                                    |
| Giulio Cesare | alto castrato | Senesino                                                 |
| PTolomeo      | alto castrato | Gaetano Berenstadt                                       |
| Nireno        | alto castrato | Giuseppe Bigonzi                                         |
| Cornelia      | contralto     | Anastasia Robinson                                       |
| Achilla       | bajo          | Giuseppe Maria Boschi                                    |
| Curio         | bajo          | John Lagarde                                             |

## Argumento

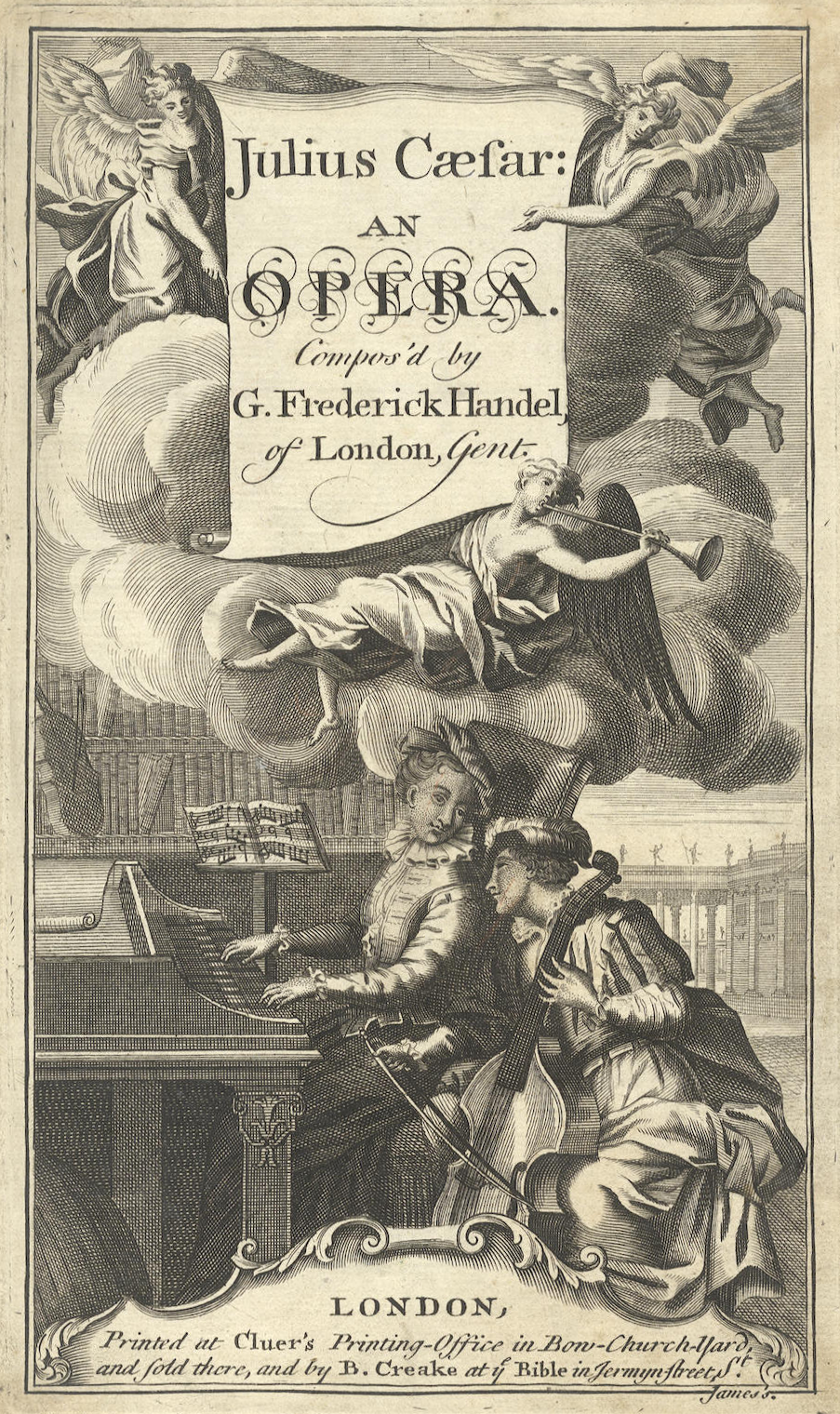
Primera edición impresa (1724).

Lugar: Egipto
Época: 48 a. C.

### Acto I
Julio César y sus victoriosas tropas llegan a las orillas del río Nilo tras derrotar a las fuerzas de Pompeyo. La segunda esposa de Pompeyo, Cornelia, ruega piedad por la vida de su marido. César acepta, pero con la condición de que Pompeyo debe verlo en persona. Achille, líder del ejército egipcio, presenta a Cesár una cesta conteniendo la cabeza de Pompeyo como señal de amistad de Ptolomeo, quien dirige Egipto de manera conjunta con su hermana Cleopatra. Cornelia se desmaya. El asistente de César, Curio, se ofrece para vengar a Cornelia, esperando que de esa manera ella se enamore y se case con él. Cornelia rechaza la oferta con dolor, diciendo que otra muerte no disminuiría su sufrimiento. Sesto, hijo de Cornelia y Pompeyo jura que vengará la muerte de su padre "Svegliatevi nel core". Achille le cuenta a Ptolio para encontrarse con Ptolomeo. Ptolomeo se siente fascinado por la belleza de Cornelia, pero ha prometido a Achille que él la poseería. Sesto intenta retar a Ptolomeo pero no tiene éxito. Cuando Cornelia rechaza a Achille, este ordena a sus soldados arrestar a Sesto.

### Acto II
En el palacio de Cleopatra, la reina usa sus encantos para seducir a César. Canta alabanzas sobre los dardos de Cupido y César queda deleitado. En el palacio de Ptolomeo, Achille insiste a Cornelia que lo acepte, pero ella lo vuelve a rechazar. Cuando él se va, Ptolomeo también intenta seducirla, pero es rechazado como el anterior. Sesto entra en el jardín del palacio, deseando luchar con Ptolomeo por haber matado a su padre. En el palacio de Cleopatra, César oye el sonido de enemigos aproximándose. Cleopatra revela su identidad y pide a César que huya, pero él decide pelear. En el palacio de Ptolomeo, la lucha entre Ptolomeo y Sesto es interrumpida por el anuncio de Achille de que César, intentando huir de sus soldados ha muerto al saltar por una ventana. Achille pide de nuevo la mano de Cornelia en matrimonio, pero es dejado fuera de combate por Ptolomeo quien también insiste a Cornelia en su amor. Sesto se siente devastado e intenta suicidarse pero su madre lo evita. Entonces Sesto repite su promesa de matar a Ptolomeo.

### Acto III
Se escuchan sonidos de batalla entre las fuerzas de Ptolomeo y Cleopatra. Ptolomeo celebra su victoria sobre Cleopatra. César ha sobrevivido a su caída desde la ventana y reza por la seguridad de Cleopatra. Mientras busca a Ptolomeo, Sesto encuentra al herido Achille. Éste le da a Sesto un sello de autoridad que le permitirá comandar sus ejércitos tras su muerte. César aparece y le pide el sello al joven Sesto, y le promete que salvará tanto a Cornelia como a Cleopatra o que morirá en el intento. Cleopatra encuentra a César vivo y se emociona. Sesto encuentra a Ptolomeo en su palacio cortejando a su madre y lo mata. Los victoriosos César y Cleopatra entran en la ciudad de Alejandría y César proclama a Cleopatra como reina de Egipto y promete ayudar a su reino. Se declaran su amor y la gente aclama su felicidad y la llegada de la paz a Egipto.

## Arias destacadas
- "Empio, dirò, tu sei" - Giulio Cesare en Acto I, escena 3
- "Priva son d'ogni conforto" - Cornelia en Acto I, escena 4
- "Svegliatevi nel core" - Sesto en Acto I, escena 4
- "Non disperar, chi sa?" - Cleopatra en Acto I, escena 5
- "L'empio, sleale, indegno" - Tolomeo en Acto I, escena 6
- "Non è si vago e bello" - Giulio Cesare en Acto I, escena 7
- "Cara speme, questo core" - Sesto en Acto I, escena 8
- "Tu la mia stella sei" - Cleopatra en Acto I, escena 9
- "Va tacito e nascosto" - Giulio Cesare en Acto I, escena 9

- Che Perde Un Momento" - Nireno en Acto II, escena 1
- "V'adoro pupille" - Cleopatra en Acto II, escena 2
- "L'angue offeso mai riposa" - Sesto en Acto II, escena 6
- "Al lampo dell'armi" - Giulio Cesare en Acto II, escena 8
- "Se pietà di me non senti" - Cleopatra en Acto II, escena 8
- "L'aure che spira" - Sesto en Acto II, escena 11

- "Piangerò la sorte mia" - Cleopatra en Acto III, escena 3
- "Dall'ondoso periglio...Aure, deh, per pietà" - Giulio Cesare en Acto III, escena 4
- "Quel Torrente"-Cesare en Acto III, escena 4
- "La giustizia ha già sull'arco" - Sesto en Acto III, escena 6
- "Da tempeste il legno infranto" - Cleopatra en Acto III, escena 7
- "Non ha più che temere" - Cornelia en Acto III, escena 9

## Grabaciones

### Discografía
En la página web Operadis aparecen 42 grabaciones de la ópera. La siguiente selección de la discografía está realizada incluyendo las mencionadas en La discoteca ideal de la ópera, La discoteca ideal de música clásica y The New Penguin Guide to Compact Discs and Cassettes.
| Año  | Elenco (Giulio Cesare, Cleopatra, Cornelia, Sesto, Ptolomeo, Achilla)                            | Director, Teatro y orquesta                                     | Sello discográfico      |
| ---- | ------------------------------------------------------------------------------------------------ | --------------------------------------------------------------- | ----------------------- |
| 1967 | Norman Treigle, Beverly Sills, Maureen Forrester, Beverly Wolff, Spiro Malas, Dominic Cossa      | Julius Rudel, Orquesta y coro de la New York City Opera         | RCA                     |
| 1984 | Dame Janet Baker, Valerie Masterson, Sarah Walker, Della Jones, James Bowman, John Tomlinson     | Charles Mackerras, Coro y Orquesta de la Ópera Nacional Inglesa | EMI (cantada en inglés) |
| 1991 | Jennifer Larmore, Barbara Schlick, Bernada Fink, Marianne Rørholm, Derek Lee Ragin, Furio Zanasi | René Jacobs Concerto Köln (instrumentos originales)             | Harmonia Mundi          |

- Otra grabación más reciente fue dirigida por Marc Minkowski y Magdalena Kožená en el papel de Cleopatra.

### Videografía
- Marzo de 2005, tres grabaciones se hicieron en el Royal Danish Theatre en Copenhague. Se convirtió en un DVD, publicada por Harmonia Mundi y lanzado en el otoño de 2007. La interpretación fue dirigida por Francisco Negrin. Lars Ulrik Mortensen dirige Concerto Copenhagen y los intérpretes vocales incluyen al contratenor alemán Andreas Scholl en el rol titular e Inger Dam-Jensen como Cleopatra.
- El Festival de Glyndebourne ha publicado su producción del verano de 2005 (desde entonces repuesta en 2009), dirigida por David McVicar y dirigida por William Christie, en un DVD de Opus Arte, con Sarah Connolly en el rol de César y Danielle de Niese en el papel de Cleopatra. La producción obtuvo el premio de ópera "South Bank Show" de 2006. El período ha sido trasladado a la época colonial británica en la primera mitad del siglo XX y representada conteniendo elementos de películas de Bollywood.
- El director estadounidense Peter Sellars dirigió Giulio Cesare como una producción de estudio rodada en DEFA-Studio en 1990. La grabación en vídeo se basa en una producción originalmente representada en el Pepsico SummerFare de 1987 en SUNY Purchase y más tarde en la Opera Company of Boston (1987), Théâtre Royal de la Monnaie en Bruselas (1988), y Le Théâtre Nanterre-Amandiers, París (1990). Fue dirigida por su colaborador musical regular Craig Smith.  La producción fue actualizada a un futuro inespecífico y ambientado en Oriente Próximo. Representa al contratenor Jeffrey Gall como César, Susan Larson como Cleopatra y Lorraine Hunt-Lieberson como Sesto. Ha sido lanzado en DVD por Decca.

## E-book
Partitura de Giulio Cesare (ed. Friedrich Chrysander, Leipzig 1875)